# Otto Wilhelm von Königsmarck
Otto Wilhelm von Königsmarck, född 5 januari 1639 i Minden, Westfalen, död 15 september 1688 på ett venetianskt amiralsskepp utanför Chalkis (dåvarande Negroponte), Grekland, var en svensk greve och militär. Han krigade även för Frankrike och det Tysk-romerska imperiet, och hoppade mellan ländernas arméer flera gånger (Sverige och Frankrike hade visserligen en slags allians), och var hög militär inom de två länderna. Det var inte ovanligt att yrkesmilitärer bytte tjänst mellan olika länder på den tiden. Han utnämndes till svensk fältmarskalk 1676 och generalguvernör över Pommern 1679. Men i reduktionen efter skånska kriget förlorade han, hans släkt och hans hustrus släkt så mycket egendom att han sökte sig till ungerska armén. Där fick republiken Venedig höra talas om honom,och värvade honom till sin armé. Han dog under tjänstgöring där.

## Biografi
von Königsmarck erhöll en mycket god uppfostran, först i hemmet under Esaias von Pufendorfs ledning, senare vid flera tyska universitet. Han blev överkammarherre 1660, svensk envoyé i England 1661, ambassadör i Frankrike 1665 och general i kurpfalzisk tjänst 1667. Samma år blev han överste för svenska livregementet till häst, gick i fransk krigstjänst 1668 och blev 1671 på nytt svensk ambassadör i Frankrike. Han blev 1672 svensk generalmajor, 1674 fransk generalmajor, svensk fältmarskalklöjtnant samma år och 1675 svensk fältmarskalk.
I fransk tjänst utmärkte sig von Königsmarck särskilt i slaget vid Senef. I slutet av 1675 erhöll han befälet i Pommern, som han i tre års tid under Skånska kriget med skicklighet ledde försvaret av, trots att läget i längden var hopplöst, då förbindelserna med Sverige fortsatte vara helt avskurna. Särskilt hans seger på Rügen 8 januari 1678 hör till krigets mest lysande framgångar. 1679 blev han generalguvernör över Pommern, Rügen och Wismar, men inte ens hans nära släktskap med kungen – han var från 1682 gift med kungens kusin Catharina Charlotta De la Gardie – kunde rädda honom undan reduktionskommissionens krav.
Förbittrad häröver gick han 1685 i venetiansk tjänst och fick som sådan befälet över stadens tyska markstridskrafter i kriget mot Turkiet. Königsmarck erövrade under fälttågen 1686 och 1687 hela Peloponnesos. På hösten 1687 belägrade han Aten, varvid en bomb under kanoneld träffade Parthenon, där stadens osmanska försvarare hade sitt krutförråd som sprang i luften och förstörde stora delar av Parthenon.
1688 belägrade von Königsmarck Negroponte (på grekiska Chalkis), då pest utbröt bland hans trupper. Han insjuknade själv, och avled den 15 september samma år.

## Familj
Otto Wilhelm von Königsmarck var son till Hans Christoph von Königsmarck och gift med Catharina Charlotta De la Gardie, kusin till Karl XI. Han var  bror till Conrad Christoph von Königsmarck samt farbror till Aurora von Königsmarck, Philip Christoph von Königsmarck, Amalia Wilhelmina von Königsmarck och Carl Johan von Königsmarck.